# Metastelma minutiflorum
Metastelma minutiflorum är en oleanderväxtart som beskrevs av Ira Loren Wiggins. Metastelma minutiflorum ingår i släktet Metastelma och familjen oleanderväxter. Inga underarter finns listade i Catalogue of Life.